# Prónoe (Licia)
En la mitología griega, Prónoe (Προνόη) es una náyade de un río de Licia. Dícese que le contó a Cauno lo que había acontecido con su hermana Biblis (esto es, que se había suicidado), y lo persuadió para que en su lugar se quedara con ella. Cauno aceptó la propuesta a cambio del dominio sobre Licia o Caria. La pareja tuvo un hijo, Egialeo, que heredó el reino después de la muerte de su padre.